# Mecolaesthus arima
Mecolaesthus arima là một loài nhện trong họ Pholcidae. Loài này có ở Trinidad.